# Парагвај на Светском првенству у атлетици у дворани 2014.
Парагвај је учествовао на Светском првенству у атлетици у дворани 2014. одржаном у Сопоту од 7. до 9. марта. Репрезентацију Парагваја на њеном тринаестом учествовању на светским првенствима у дворани представљао је један атлетичар који се такмичио у трци на 60 метара.,
На овом првенству такмичар Парагваја није освојио ниједну медаљу али је оборио лични рекорд.

## Учесници
Мушкарци:
- Cristian Leguizamón — 60 м

## Резултати

### Мушкарци
| Атлетичар           | Дисциплина | Лични рекорд | Квалификације | Квалификације | Полуфинале           | Полуфинале           | Финале               | Финале       | Детаљи |
| Атлетичар           | Дисциплина | Лични рекорд | Резултат      | Место         | Резултат             | Место                | Резултат             | Место        | Детаљи |
| ------------------- | ---------- | ------------ | ------------- | ------------- | -------------------- | -------------------- | -------------------- | ------------ | ------ |
| Cristian Leguizamón | 60 м       | 7,13         | 7,02 ЛР       | 7. у гр. 2    | Није се квалификовао | Није се квалификовао | Није се квалификовао | 37 / 43 (44) |        |